# Bilan saison par saison des Hurricanes de la Caroline
Les Hurricanes de la Caroline sont une franchise de la Ligue nationale de hockey depuis le déménagement des Whalers de Hartford en Caroline du Nord en 1997. Cette page retrace les résultats de l'équipe depuis cette première saison.

## Résultats
| Saison            | PJ             | V              | D              | N              | DP             | DTB            | BP             | BC             | Pts            | Classement                  | Séries éliminatoires                                                         | Entraîneur                    |
| ----------------- | -------------- | -------------- | -------------- | -------------- | -------------- | -------------- | -------------- | -------------- | -------------- | --------------------------- | ---------------------------------------------------------------------------- | ----------------------------- |
| 1997-1998         | 82             | 33             | 41             | 8              | —              | —              | 200            | 219            | 74             | 6e division Nord-Est        | Non qualifiés                                                                | Paul Maurice                  |
| 1998-1999         | 82             | 34             | 30             | 18             | —              | —              | 210            | 202            | 86             | 1er division Sud-Est        | 2-4 Bruins                                                                   | Paul Maurice                  |
| 1999-2000         | 82             | 37             | 35             | 10             | —              | —              | 217            | 216            | 84             | 3e division Sud-Est         | Non qualifiés                                                                | Paul Maurice                  |
| 2000-2001         | 82             | 38             | 32             | 9              | 3              | —              | 212            | 225            | 88             | 2e division Sud-Est         | 2-4 Devils                                                                   | Paul Maurice                  |
| 2001-2002         | 82             | 35             | 26             | 16             | 5              | —              | 217            | 217            | 91             | 1er division Sud-Est        | 4-2 Devils 4-2 Canadiens 4-2 Maple Leafs 1-4 Red Wings                       | Paul Maurice                  |
| 2002-2003         | 82             | 22             | 43             | 11             | 6              | —              | 171            | 240            | 61             | 5e division Sud-Est         | Non qualifiés                                                                | Paul Maurice                  |
| 2003-2004         | 82             | 28             | 34             | 14             | 6              | —              | 172            | 209            | 76             | 3e division Sud-Est         | Non qualifiés                                                                | Paul Maurice Peter Laviolette |
| 2004-2005         | Saison annulée | Saison annulée | Saison annulée | Saison annulée | Saison annulée | Saison annulée | Saison annulée | Saison annulée | Saison annulée | Saison annulée              | Saison annulée                                                               | Saison annulée                |
| 2005-2006 Détails | 82             | 52             | 22             | —              | 6              | 2              | 294            | 260            | 112            | 1er division Sud-Est        | 4-2 Canadiens 4-1 Devils 4-3 Sabres 4-3 Oilers Champions de la Coupe Stanley | Peter Laviolette              |
| 2006-2007         | 82             | 40             | 34             | —              | 3              | 5              | 241            | 253            | 88             | 3e division Sud-Est         | Non qualifiés                                                                | Peter Laviolette              |
| 2007-2008         | 82             | 43             | 33             | —              | 3              | 3              | 252            | 249            | 92             | 2e division Sud-Est         | Non qualifiés                                                                | Peter Laviolette              |
| 2008-2009         | 82             | 45             | 30             | —              | 2              | 5              | 239            | 226            | 97             | 2e division Sud-Est         | 4-3 Devils 4-3 Bruins 0-4 Penguins                                           | Peter Laviolette Paul Maurice |
| 2009-2010         | 82             | 35             | 37             | —              | 5              | 5              | 230            | 256            | 80             | 3e division Sud-Est         | Non qualifiés                                                                | Paul Maurice                  |
| 2010-2011 Détails | 82             | 40             | 31             | —              | 6              | 5              | 236            | 239            | 91             | 3e division Sud-Est         | Non qualifiés                                                                | Paul Maurice                  |
| 2011-2012         | 82             | 33             | 33             | —              | 10             | 6              | 213            | 243            | 82             | 5e division Sud-Est         | Non qualifiés                                                                | Paul Maurice Kirk Muller      |
| 2012-2013         | 48             | 19             | 25             | —              | 3              | 1              | 128            | 160            | 42             | 3e division Sud-Est         | Non qualifiés                                                                | Kirk Muller                   |
| 2013-2014         | 82             | 36             | 35             | —              | 7              | 4              | 201            | 225            | 81             | 7e, division Métropolitaine | Non qualifiés                                                                | Kirk Muller                   |
| 2014-2015         | 82             | 30             | 41             | —              | 4              | 7              | 188            | 226            | 71             | 8e, division Métropolitaine | Non qualifiés                                                                | Bill Peters                   |
| 2015-2016         | 82             | 35             | 31             | —              | 11             | 5              | 198            | 226            | 86             | 6e, division Métropolitaine | Non qualifiés                                                                | Bill Peters                   |
| 2016-2017         | 82             | 36             | 31             | —              |                |                | 215            | 236            | 87             | 7e, division Métropolitaine | Non qualifiés                                                                | Bill Peters                   |
| 2017-2018         | 82             | 36             | 35             | —              |                |                | 228            | 256            | 83             | 6e, division Métropolitaine | Non qualifiés                                                                | Bill Peters                   |
| 2018-2019         | 82             | 46             | 29             | —              |                |                | 245            | 223            | 99             | 4e, division Métropolitaine | 4-3 Capitals 4-0 Islanders 0-4 Bruins                                        | Roderick Brind'Amour          |
| 2019-2020         | 68             | 38             | 25             | —              | 5              |                | 222            | 193            | 81             | 4e, division Métropolitaine | 3-0 Rangers 1-4 Bruins                                                       | Roderick Brind'Amour          |
| 2020-2021 Détail  | 56             | 36             | 12             | —              | 8              |                | 179            | 136            | 80             | 1re, division Centrale      | 4-2 Predators 1-4 Lightning                                                  | Roderick Brind'Amour          |